# Jajła

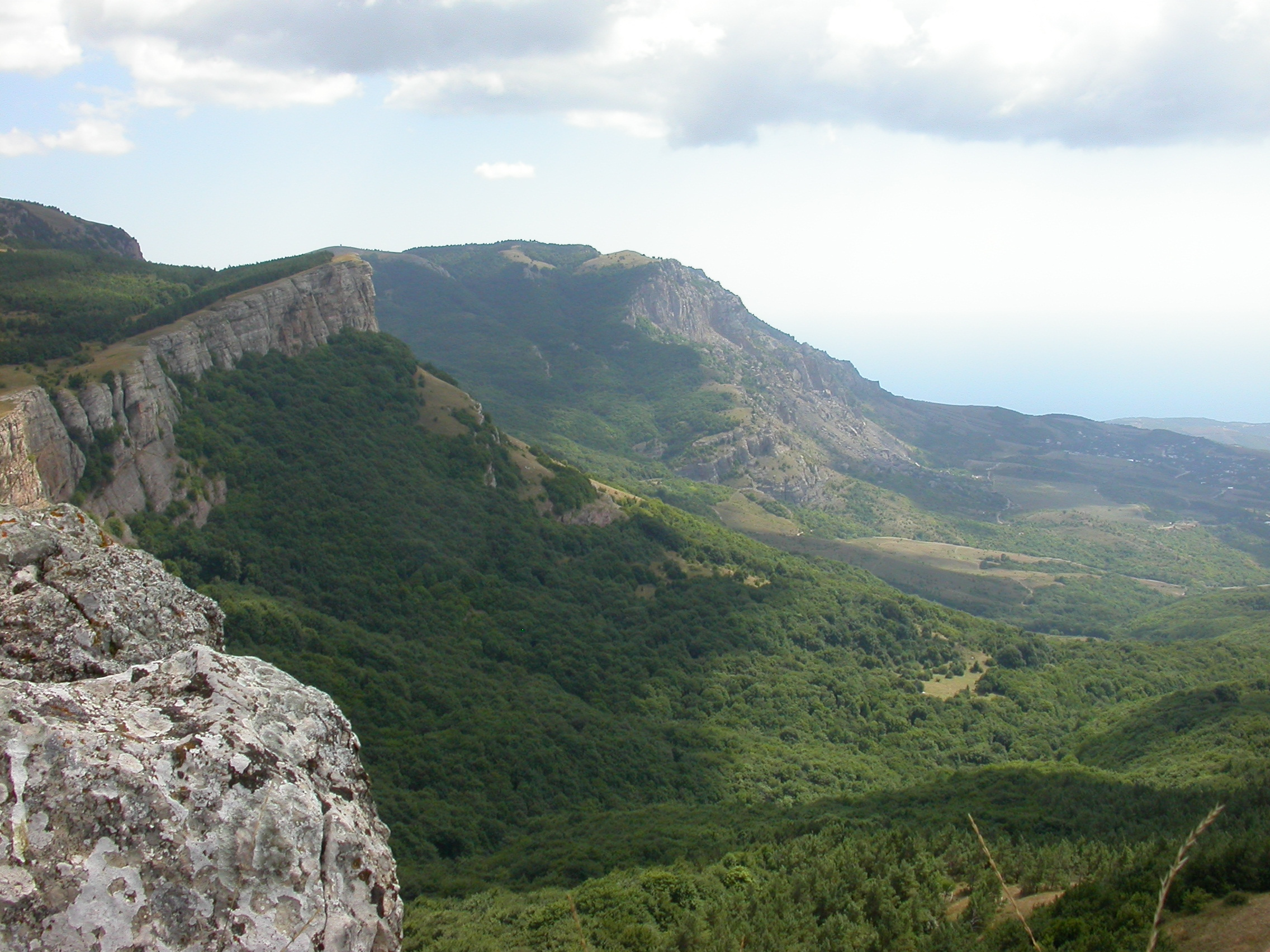
Krawędź jajły w pobliżu Ałuszty na Krymie

Jajła (ukr. Яйла, krm. Cäyläw) – letnie pastwiska, znajdujące się w subalpejskiej i alpejskiej strefie gór Średniej Azji, Kaukazu i Krymu. W Górach Krymskich nazwa ta dotyczy płaskich szczytów krymskich masywów górskich.
Na Krymie wyróżnia się 10 jajł, występujących w dwóch grupach: zachodniej i wschodniej. Licząc od południowego zachodu na północny wschód, są to:
- grupa zachodnia:
  - Jajła Bajdarska
  - Jajła Aj-Petri (ze szczytem Aj-Petri, 1233 m n.p.m.)
  - Jajła Jałtańska(szczyt Łapata, 1406 m n.p.m.)
  - Jajła Nikitska (szczyt Demir-Kapu, 1540 m n.p.m.)
  - Jajła Hurzufska
  - Jajła Babugan (szczyt Roman-Kosz, 1545 m n.p.m.)
- grupa wschodnia:
  - Czatyr-Dah (szczyt Eklizi-Burun, 1525 m n.p.m.)
  - Demerdżi (1237 m n.p.m.)
  - Jajła Dołhorukiwska
  - Karabi (ze szczytem Taj-Koba, 1259 m n.p.m.)

Jajły zbudowane są z twardych szarych jurajskich wapieni, leżących na łupkach i piaskowcach. Ich grzbiety, odpowiadające osiowej części antykliny Gór Krymskich, rozciągają się na prawie jednolitym poziomie ponad 1000 m n.p.m. (z pojedynczymi szczytami wznoszącymi się wyżej), na odległość około 80 km. Ich szerokość wynosi od kilkuset metrów do 7 km. Ich południowe zbocze opada prawie pionowo na południowe wybrzeże Krymu, tworząc malownicze urwiska.
W wapiennych skałach jajł można zaobserwować wiele zjawisk krasowych: polja, leje krasowe, jaskinie ze stalaktytami i stalagmitami, studnie krasowe (na dnie których śnieg leży prawie cały rok).
Powierzchnia jajł jest bezwodna, woda opadowa wsiąka w głąb skał, tworząc na granicy ze skałami nieprzepuszczalnymi podziemne jeziora i potoki.